# Hymenocoleus nervopilosus
Hymenocoleus nervopilosus är en måreväxtart som beskrevs av Elmar Robbrecht. Hymenocoleus nervopilosus ingår i släktet Hymenocoleus och familjen måreväxter.

## Underarter
Arten delas in i följande underarter:
- H. n. nervopilosus
- H. n. orientalis